# Nièvre (departma)
Nièvre (oznaka 58) je francoski departma, imenovan po reki Nièvre, ki teče skozenj. Nahaja se v regiji Burgundiji.

## Zgodovina
Departma je bil ustanovljen v času francoske revolucije 4. marca 1790 iz ozemlja nekdanje pokrajine Nivernais.

## Upravna delitev

### Največje občine
Najbolj naseljeno mesto je Nevers, kjer je tudi prefektura departmaja. Leta 2019 je bilo v departmaju šest občin z več kot 4000 prebivalci:
| Občina                | Prebivalstvo (2019) |
| --------------------- | ------------------- |
| Nevers                | 33.005              |
| Cosne-Cours-sur-Loire | 9589                |
| Varennes-Vauzelles    | 9201                |
| Decize                | 5233                |
| La Charité-sur-Loire  | 4742                |
| Fourchambault         | 4125                |

## Geografija
Nièvre leži v zahodnem delu regije Burgundije. Na severu meji na Yonne, na vzhodu na Côte-d'Or, na jugovzhodu na Saône-et-Loire, na jugozahodu na Allier (regija Auvergne), na zahodu in severozahodu pa na Cher in Loiret (regija Center).

## Šport
V departmaju Nièvre leži avtomobilistično dirkališče Circuit de Nevers Magny-Cours, ki je med letoma 1991 in 2008 redno gostilo dirko Formule 1 za Veliko nagrado Francije.